# 日镇 (默尔特-摩泽尔省)
日村（法語：Gye，法語發音：[ʒi]）是法国默尔特-摩泽尔省的一个市镇，位于该省西部，属于图勒区和图勒土地市镇公共社区，其市镇面积为6.51平方公里，2022年1月1日时人口数量为281人。
日村是图勒土地市镇公共社区的组成部分，距离图勒市区以南3公里。

## 地名
“日村”一名最初的形式为，出现于公元1065年。

## 行政
日村的邮政编码为54113，INSEE市镇编码为54242。

## 地理

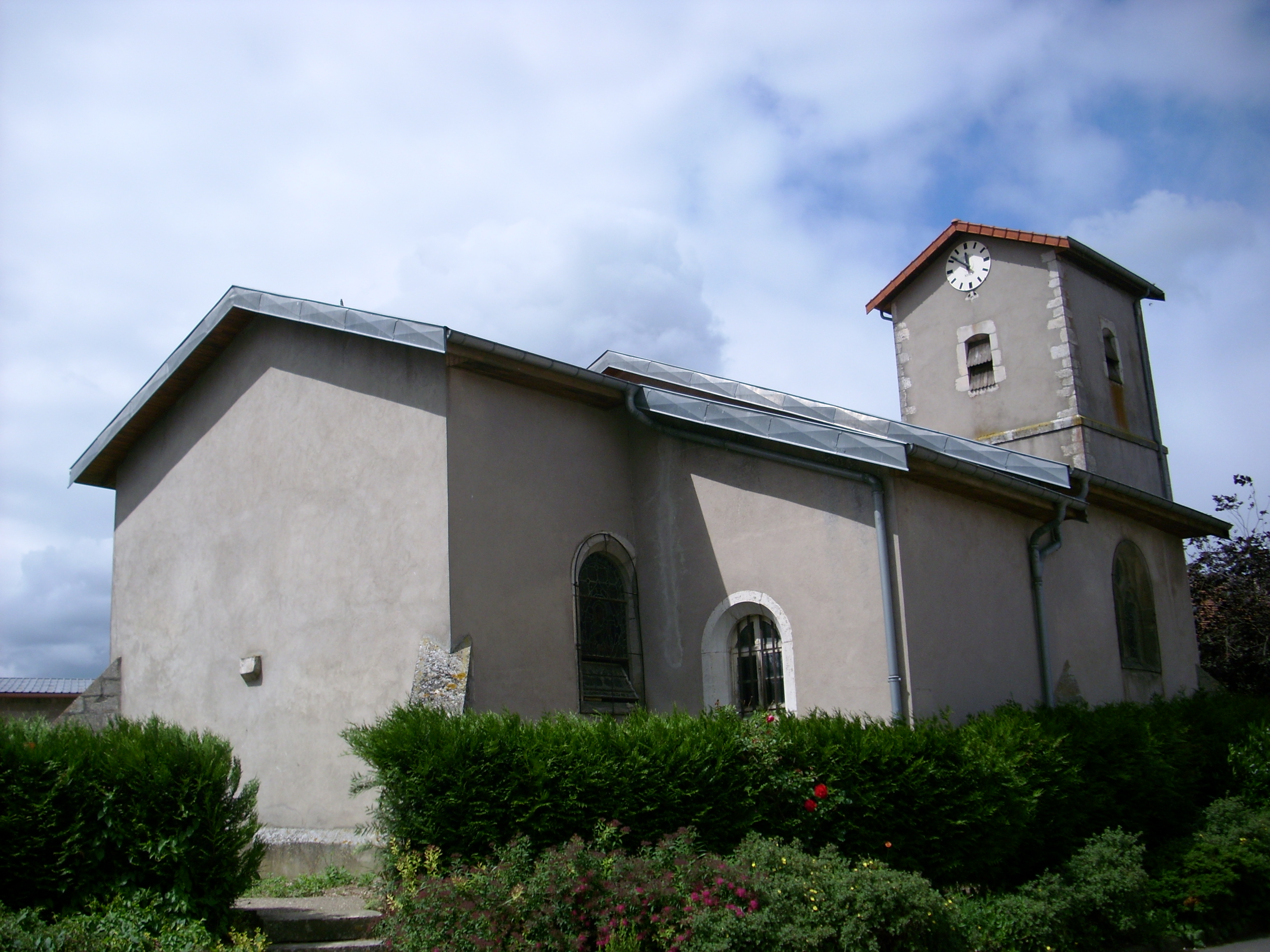
日村教堂

日村（48°37'12"N, 5°52'32"E）位于法国东北，大东部大区中部和默尔特-摩泽尔省西南部，距离省会南锡大约29公里。
与日村接壤的市镇包括：图勒、比克莱、布莱诺莱图勒、蒙勒维尼奥布勒、穆特罗。
日村属于摩泽尔河流域。境内以平原和浅丘为主，镇中心地势平坦。
按照柯本气候分类法，日村属于温带海洋性气候，偶尔受到大陆气团影响。

## 历史
日村历史上长期为一普通村落，法国大革命后成为一个市镇。

## 交通
默尔特-摩泽尔省省道D12A线经过日村境内。有校车巴士可前往图勒。

## 政治
现任日村市长为米歇尔·努瓦塞特先生（Michel Noisette），自2014年起担任，2020年连任。

## 人口
| 年份   | 1936 | 1946 | 1954 | 1962 | 1968 | 1975 | 1982 | 1990 | 1999 | 2006 | 2007 | 2008 | 2013 | 2017 |
| ------ | ---- | ---- | ---- | ---- | ---- | ---- | ---- | ---- | ---- | ---- | ---- | ---- | ---- | ---- |
| 人口數 | 147  | 128  | 122  | 118  | 114  | 120  | 104  | 111  | 187  | 189  | 190  | 190  | 213  | 251  |

## 景观
日村教堂，全名为“日村圣芒叙教堂”（Église Saint-Mansuy de Gye），是镇中心的标志性建筑。